# Дубок (камуфляж)

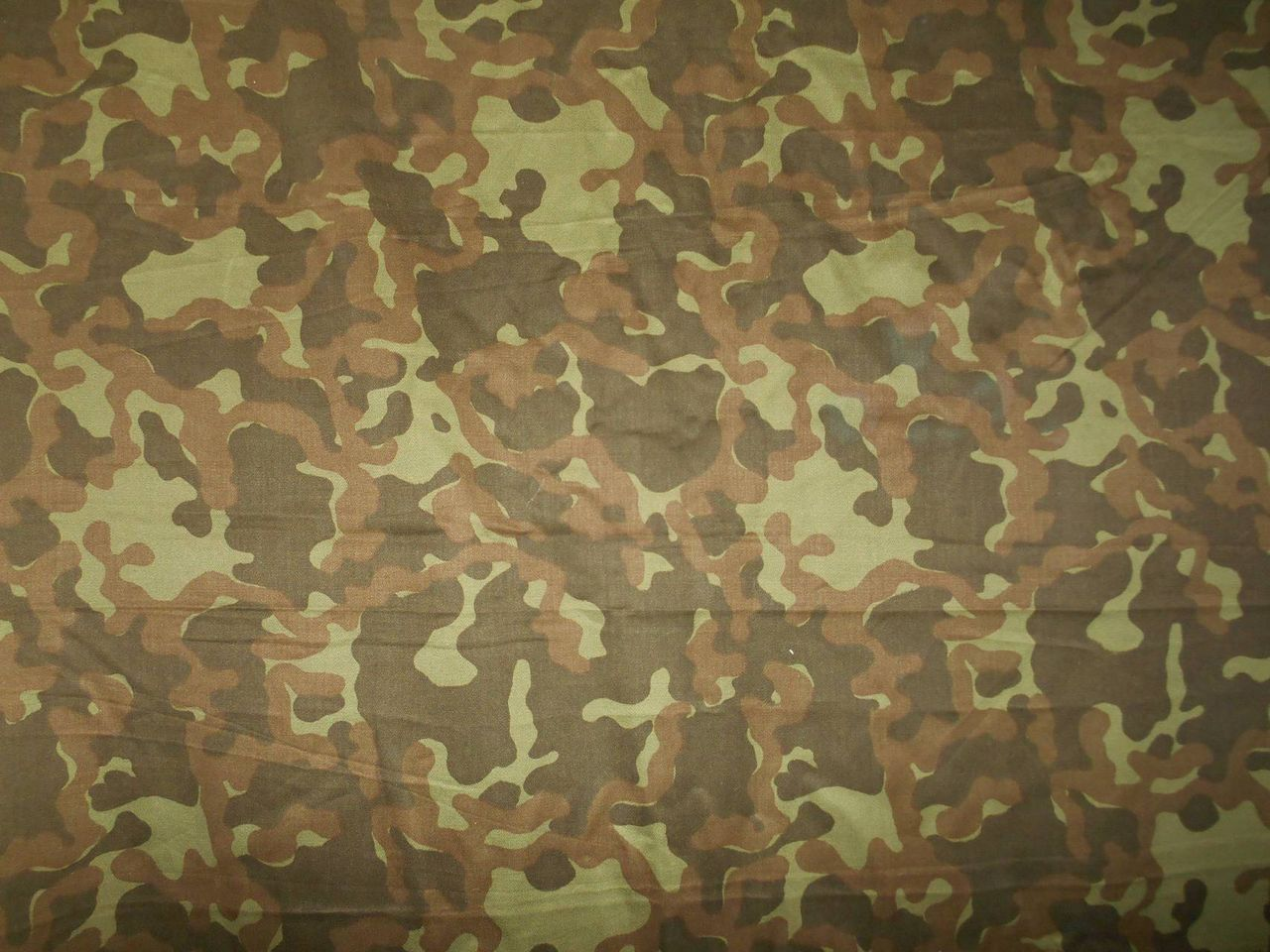
Рисунок «Бутан»

ВСР-84 «Бутан» — трёхцветный военный камуфляж, разработанный для Вооружённых сил СССР в 1984 году.
Цветная схема «Бутана» (так называемая «амёба»), предназначенная для размытия силуэта на дальних и близких дистанциях, состоит из светло-зелёного фона, на который нанесены пятна зелёного и коричневого цвета.
Рисунок камуфляжа «Дубок» является модификацией рисунка «Бутана» для Вооружённых сил Украины.

## История

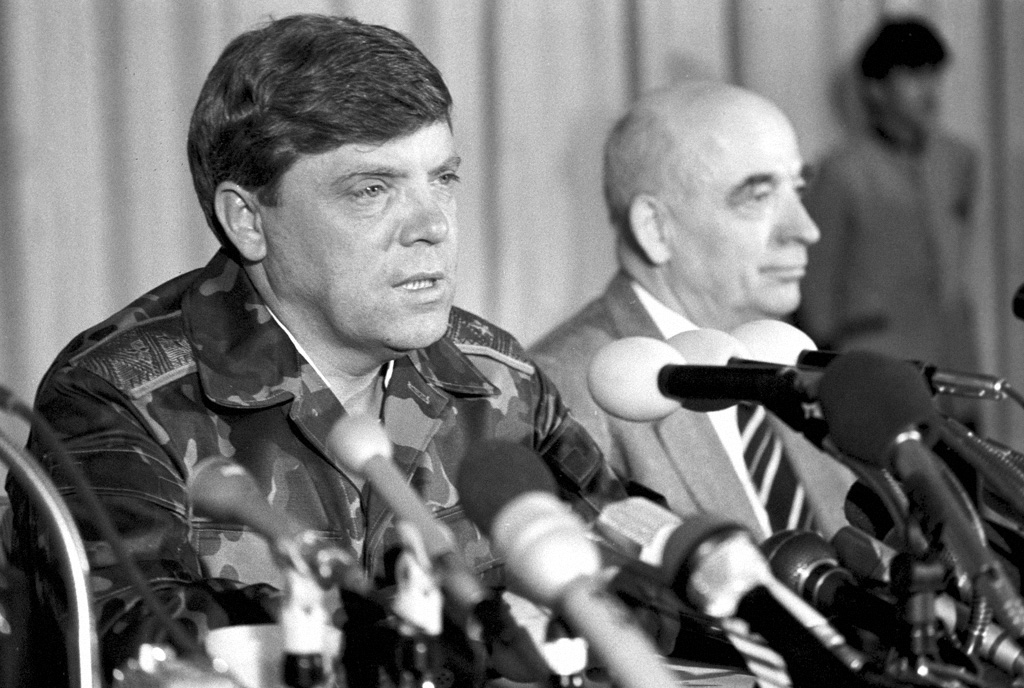
Командующий 40-й армией генерал-лейтенант Б. В. Громов в камуфляже, май 1988-го

В начале 1980-х в рамках тем ОКР «Озимь» и «Левзея» были начаты исследования по новым образцам деформирующей окраски и подбору соответствующих тканей. В 1984 году было принято постановление о принятии на снабжение новой полевой формы одежды.
Некоторое количество камуфлированной формы поступило в подразделения воздушно-десантных войск в Афганистане уже в начале 1985 года. Камуфлированные полевые костюмы единого образца для военнослужащих воздушно-десантных войск и морской пехоты были указаны наравне с общевойсковой униформой в Правилах ношения предметов униформы 1988 года (опубликованы в брошюре «Правила ношения военной формы одежды военнослужащими Советской армии и военно-морского флота»). Однако до 1991 года в войска поступило небольшое количество комплектов.
После распада СССР камуфляж стал поступать, в основном, в части специального назначения и воздушно-десантные войска РФ. С 1994 года камуфляж стал поступать в остальные части Российской армии. «Бутан» активно применялся в вооружённых силах России вплоть до 1998 года, когда в производство был запущен ВСР-98 «Флора». Тем не менее, вплоть до 2008 года, Сасовская швейная фабрика продолжала выпуск технических костюмов для частей ВВС в этой расцветке.
С 1993 года подобный камуфляж вводился в вооруженных силах Республики Беларусь.

## «Дубок»
Также камуфляж использовался вооружёнными силами Украины. В июле 1993 года премьер-министр Украины Л. Д. Кучма объявил, что вооружённые силы Украины получат униформу нового образца. Тем не менее, до 2013 года вооружённые силы Украины в значительном количестве использовали обмундирование, спецодежду и иное вещевое имущество советского производства со складов. В октябре 2013 года было отмечено, что эти складские запасы заканчиваются, и необходимо размещать заказы на пошив новой униформы. К 2014 году часть униформы «Бутан» изготавливалась из ткани китайского и белорусского производства.

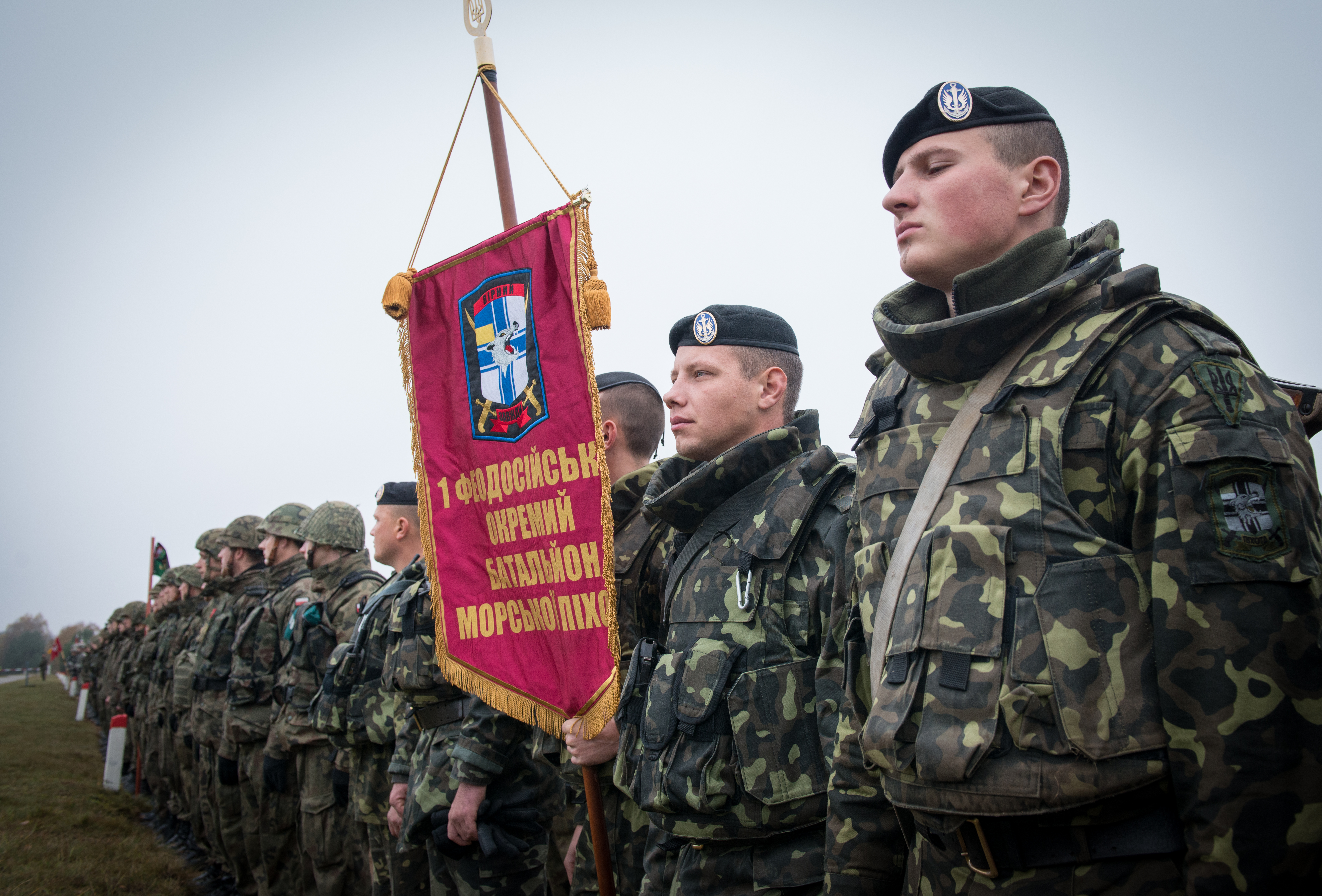
Военнослужащие морской пехоты Украины в камуфляже «Дубок» (ноябрь 2013)
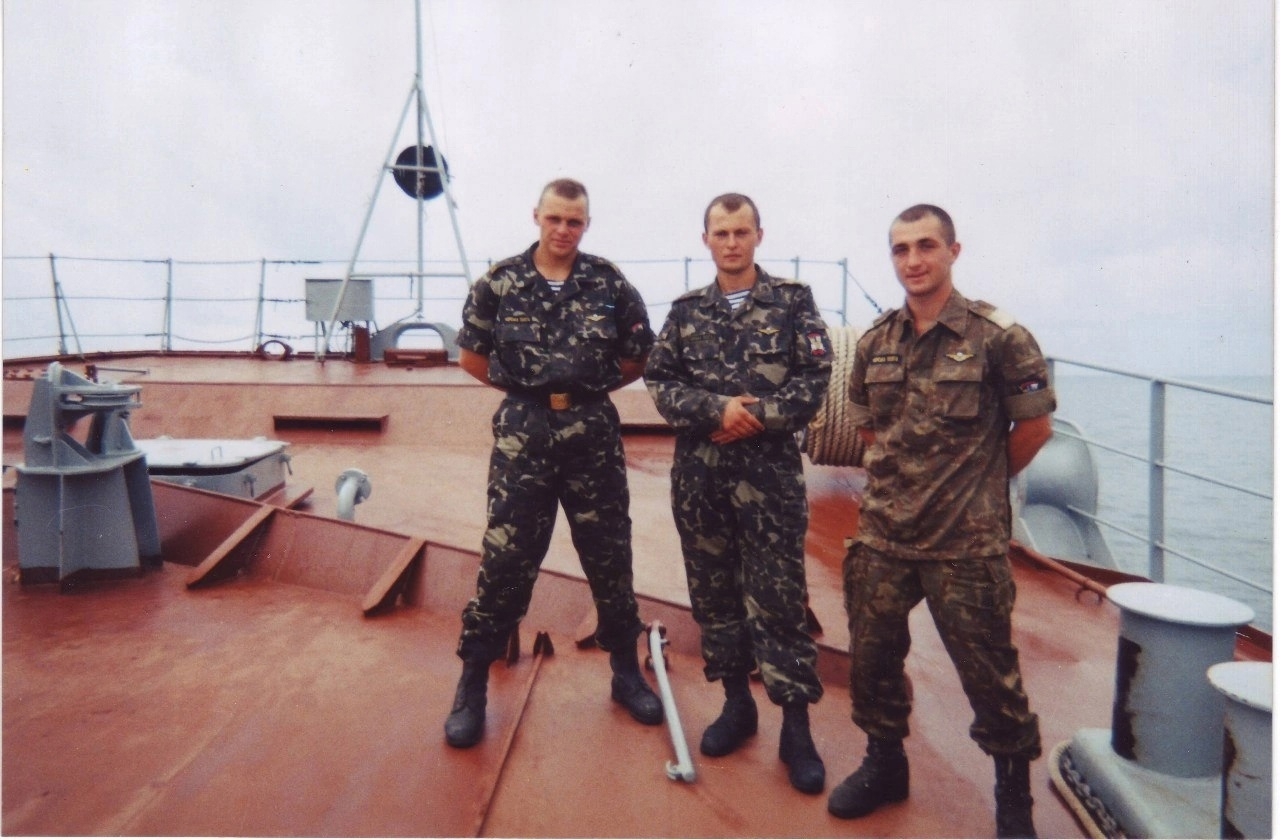
Двое морпехов слева в украинском "Дубке" и один — в советском "Бутане"

В мае 2014 года и. о. министра обороны Украины М. В. Коваль сообщил, что украинская армия прекратила закупки камуфляжа «Дубок».

Летом 2014 года был представлен новый вариант камуфлированной униформы для замены камуфляжа «Дубок» в вооружённых силах Украины. В декабре 2014 военно-политическому руководству были представлены образцы ткани, обмундирования и обуви для униформы нового образца. 15 июля 2015 года был утверждён перечень предметов Единого боевого комплекта для военнослужащих (который включает 65 предметов военной формы, снаряжения и средств индивидуальной защиты). Сообщается, что камуфляж нового образца «Варан» соответствует стандартам НАТО и начнёт поступать в войска с осени 2015 года.

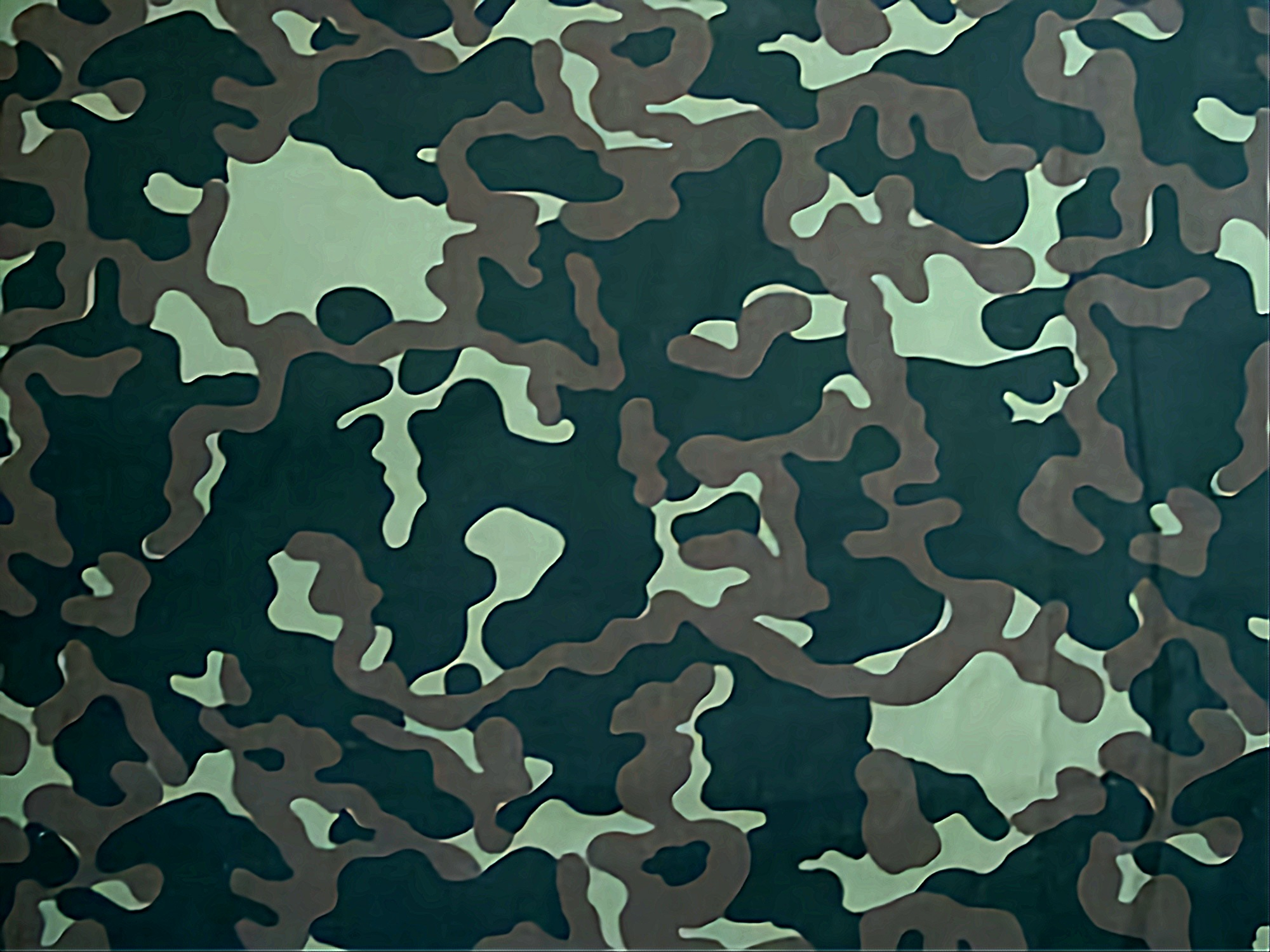
Рисунок «Дубок»

## Рисунок
«Бутан» представляет собой трёхцветный рисунок, состоящий из вертикально выровненных нерегулярных фигур в двух более тёмных цветах над светлым полем. Как и в случае трёхцветных «лесных» моделей советского ТКО, количество цветовых вариаций «Бутана» довольно велико. Начальные серийные выпуски имели сочетание зелёного и коричневого цветов, с преобладанием последнего, но со временем было зафиксировано множество иных вариантов. На базе «Бутана» изготовлены летняя и зимняя одежда, авиационная униформа.